# Lichtenstein/Sa.
Ne doit pas être confondu avec Liechtenstein.
Pour les articles homonymes, voir Lichtenstein.
Lichtenstein/Sa. est une ville de l'arrondissement de Zwickau, en Saxe, Allemagne. À Lichtenstein, il y a deux églises.

## Jumelages
- Enger (Allemagne)